# Huvudvägar i Finland

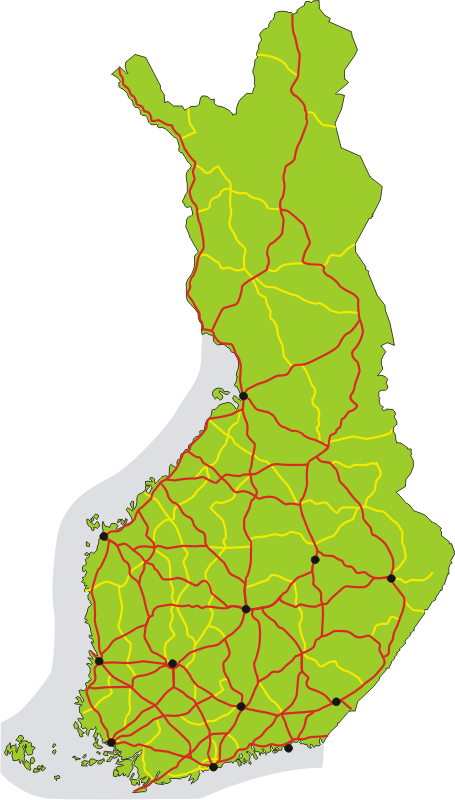
Riksvägar är markerade med rött, stamvägar med gult på kartan

Finlands huvudvägar utgörs av riksvägar (vägnummer 1–29), stamvägar (nummer 40–98), regionalvägar (nummer 100–999) och förbindelsevägar (nummer 1000–9999). Majoriteten utgörs av längre trafiksträckningar. Innan dessa vägar började kallas riksvägar benämndes de i Finland som chaussér.

## Vägnumrens historiska bakgrund
År 1918 antog riksdagen en reform där byggandet och underhållet av allmänna vägar övergick på statens ansvar. Reformen var genomförd år 1921 då staten ansvarade för 23 800 km landsvägar. År 1932 föreslog en kommitté att man skulle klassificera landsvägarna i riksvägar och stamvägar. År 1938 togs sedan i bruk ett system där landsvägarna delades in i riksvägar samt stamvägar av klasserna A, B och C. Samtidigt fick riksvägarna och stamvägarna av klass A nummer. Sedan dess har systemet inte förändrats. En reform skedde först år 1996 då några riksvägar numrerades om och flera landsvägar upphöjdes till stamvägar.
I vägnummersystemet år 1938 upprättade man 21 riksvägar (numren 1–21) och 32 stamvägar av A-klass (numren 51–82). Riksvägarna nummer 1–7 utgick från Helsingfors, 8–10 från Åbo, 11–12 från Tammerfors och 13–15 från Viborg. Övriga vägar gick mera oregelbundet. Till en början var numren 50–99 reserverade för stamvägar, men på 1960-talet började man numrera stamvägar från nummer 40. Samma system används fortfarande, men landavträdelserna efter Fortsättningskriget påverkade numreringen av vägarna då Viborg och Petsamo inte längre hör till Finland. Före gränsändringen på 1940-talet gick Riksväg 4 till Petsamo och riksväg 13–15 gick ända till Viborg. Riksväg 15 utgår numera från Kotka.

## Riksväg nr 1–29

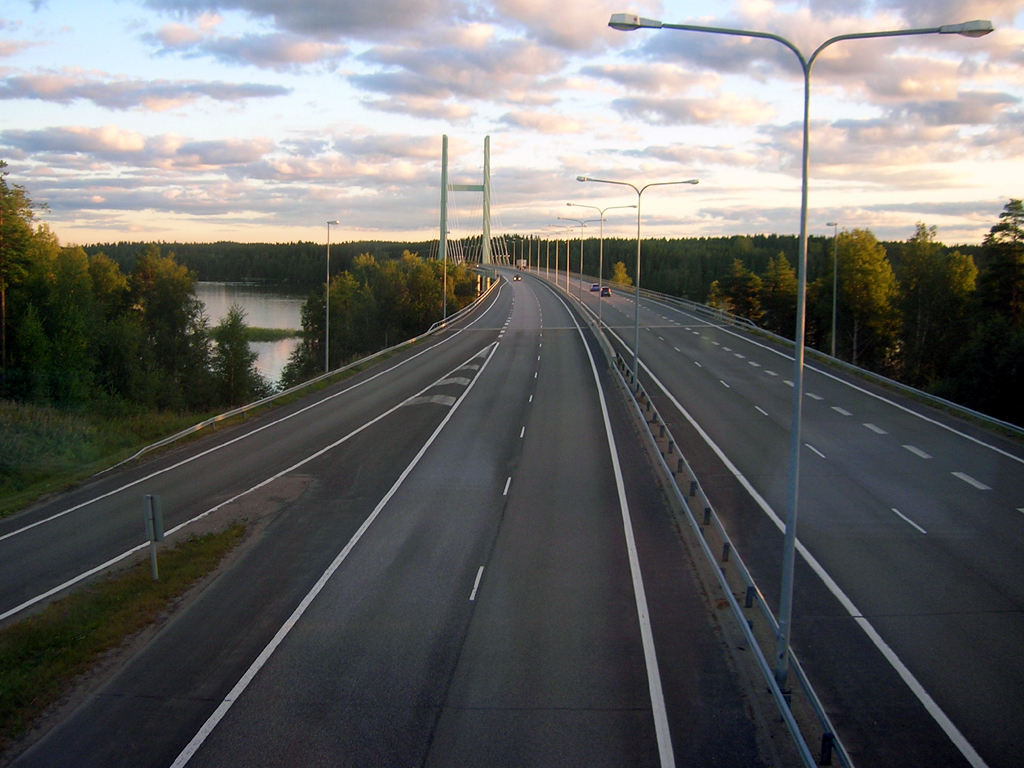
Riksväg 4 i Heinola

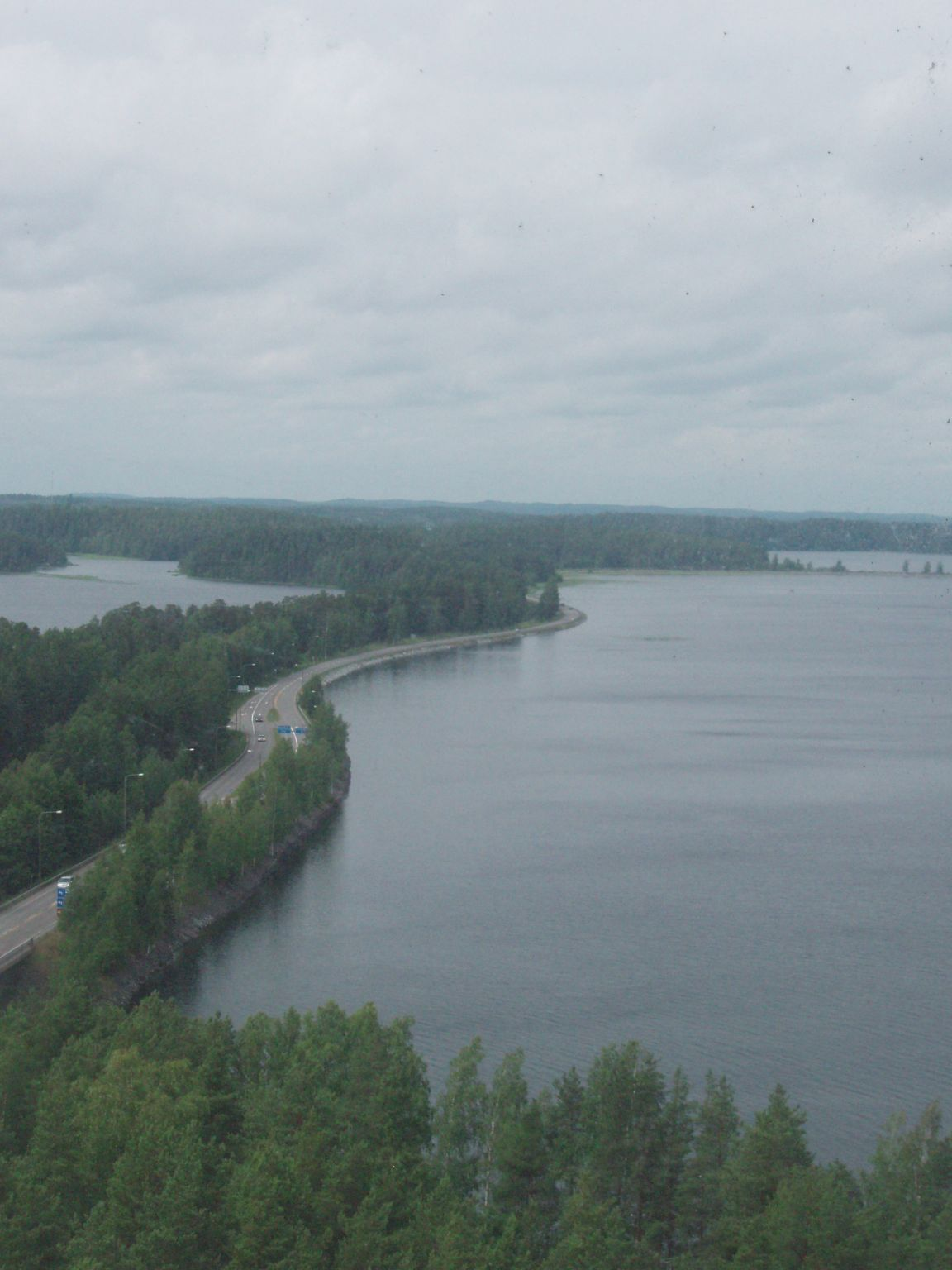
Riksväg 14 längs Punkaharju.

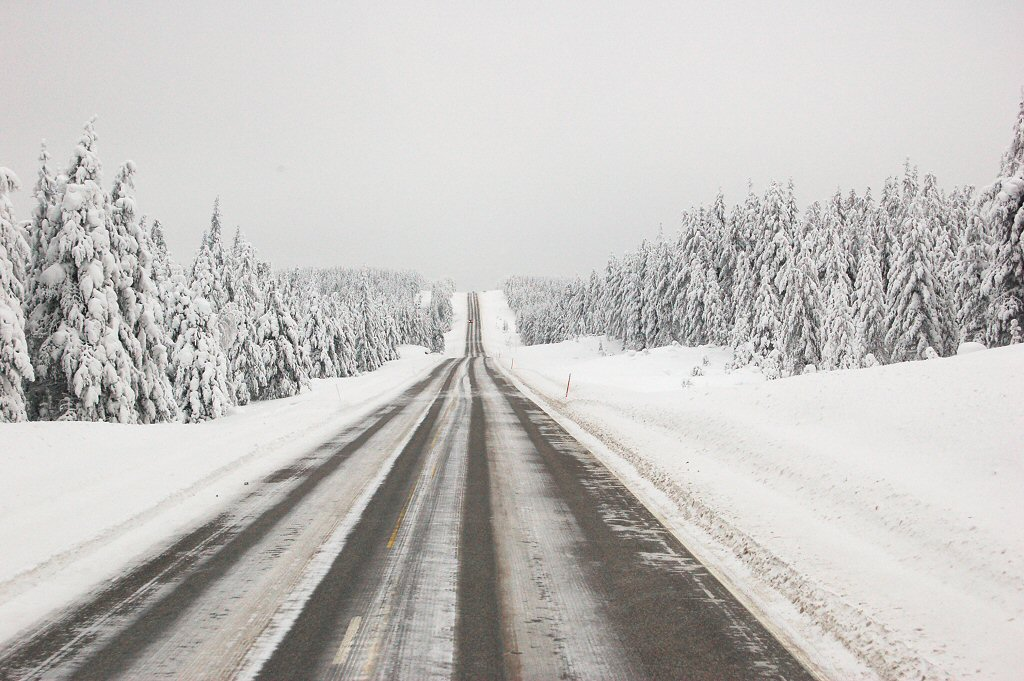
Riksväg 20 i Kuusamo.

1 Helsingfors - Nummela - Salo - Åbo, äldre sträckningen skyltas som Nr 110

2 Palojärvi - Forssa - Vittis - Björneborg, äldre sträckningen skyltas som Nr 120

3 Helsingfors - Tavastehus - Tammerfors - Parkano - Jalasjärvi - Vasa

4 Helsingfors - Lahtis - Heinola - Jyväskylä - Uleåborg - Rovaniemi - Utsjoki (Gränsövergång mot Norge); äldre sträckningen Helsingfors - Lahtis skyltas som Nr 140.

5 Heinola - S:t Michel - Kuopio - Kajana - Kuusamo - Kemijärvi - Sodankylä

6 Forsby - Kouvola - Villmanstrand - Joensuu - Kajana

7 Helsingfors - Borgå - Kotka - Vaalimaa, gränsövergång mot Ryssland. (äldre sträckningen skyltas som Nr 170)

8 Åbo - Björneborg - Vasa - Nykarleby - Karleby - Limingo

9 Åbo - Loimaa - Tammerfors - Jyväskylä - Kuopio - Outokumpu - Joensuu - Tohmajärvi - Niirala (gränsövergång till Ryssland) fortsätter som A 130 mot Sordavala vid Ladoga

10 Åbo - Forssa - Tavastehus - Tulois

11 Nokia - Björneborg

12 Raumo - Vittis - Tammerfors - Lahtis - Kouvola

13 Nuijamaa (gränsövergång mot Ryssland) - Villmanstrand - S:t Michel - Jyväskylä - Kyyjärvi - Karleby

14 Jockas - Nyslott - Punkaharju - Parikkala

15 Kotka - Kouvola - S:t Michel

16 Ylistaro - Lappo - Kyyjärvi

18 Jyväskylä - Petäjävesi - Etseri - Alavo - Seinäjoki - Ylistaro - Laihela - Vasa

19 Jalasjärvi - Seinäjoki - Nykarleby

20 Uleåborg - Pudasjärvi - Taivalkoski - Kuusamo

21 Torneå - Pello - Muonio - Kilpisjärvi/(Treriksröset), gränsövergång mot Norge.

22 Uleåborg - Utajärvi - Kajana

23 Björneborg - Kankaanpää - Jyväskylä - Varkaus - Joensuu

24 Lahtis - Padasjoki - Jämsä

25 Hangö - Ekenäs - Lojo - Hyvinge - Mäntsälä

26 Fredrikshamn - Luumäki

27 Kalajoki - Ylivieska - Haapajärvi - Idensalmi

28 Karleby - Nivala - Mainua

29 Torneå (gränsövergång mot Sverige) - Keminmaa

## Stamvägar nr 40–98

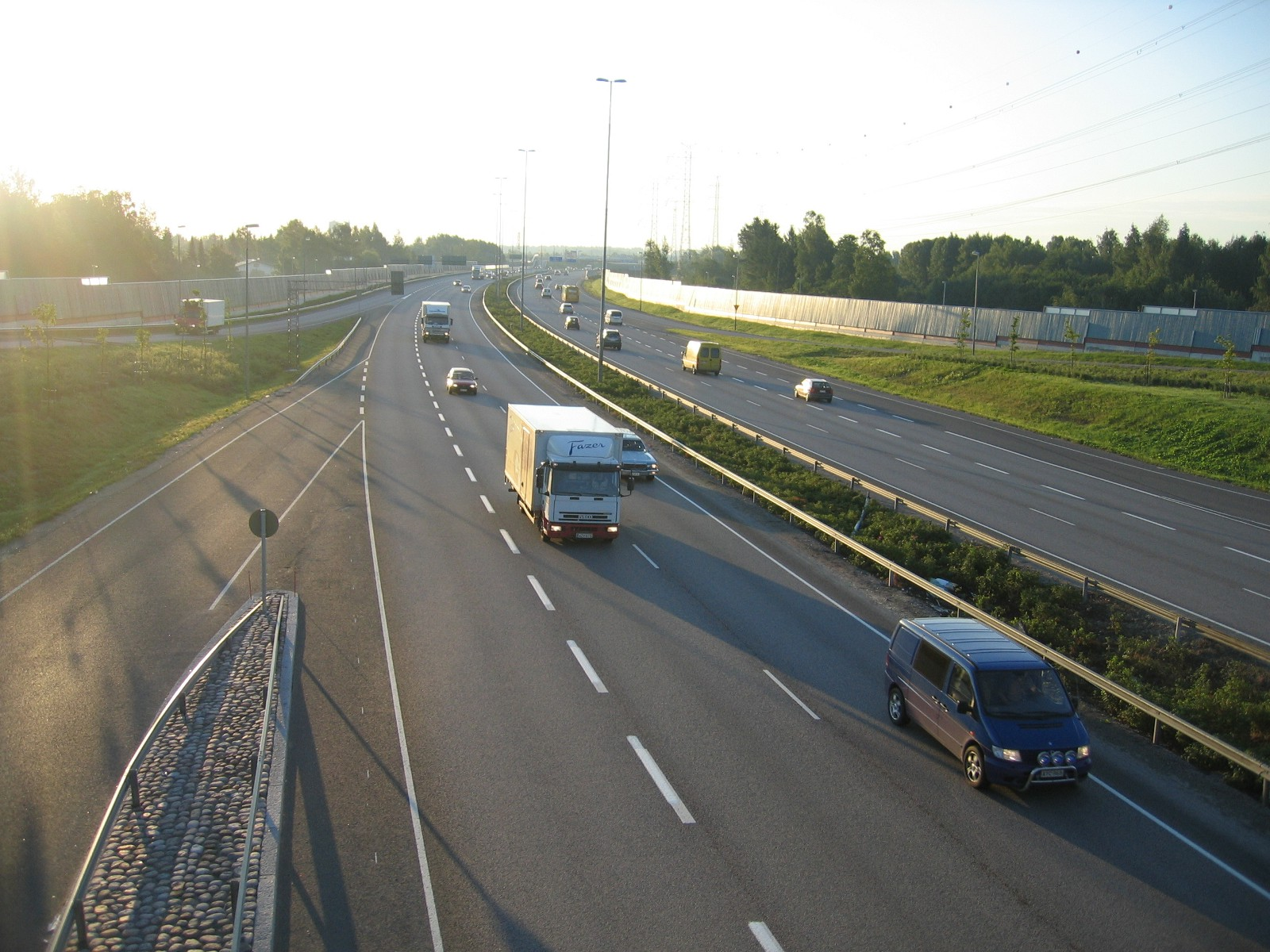
Ring III (Stamväg 50) i Vanda

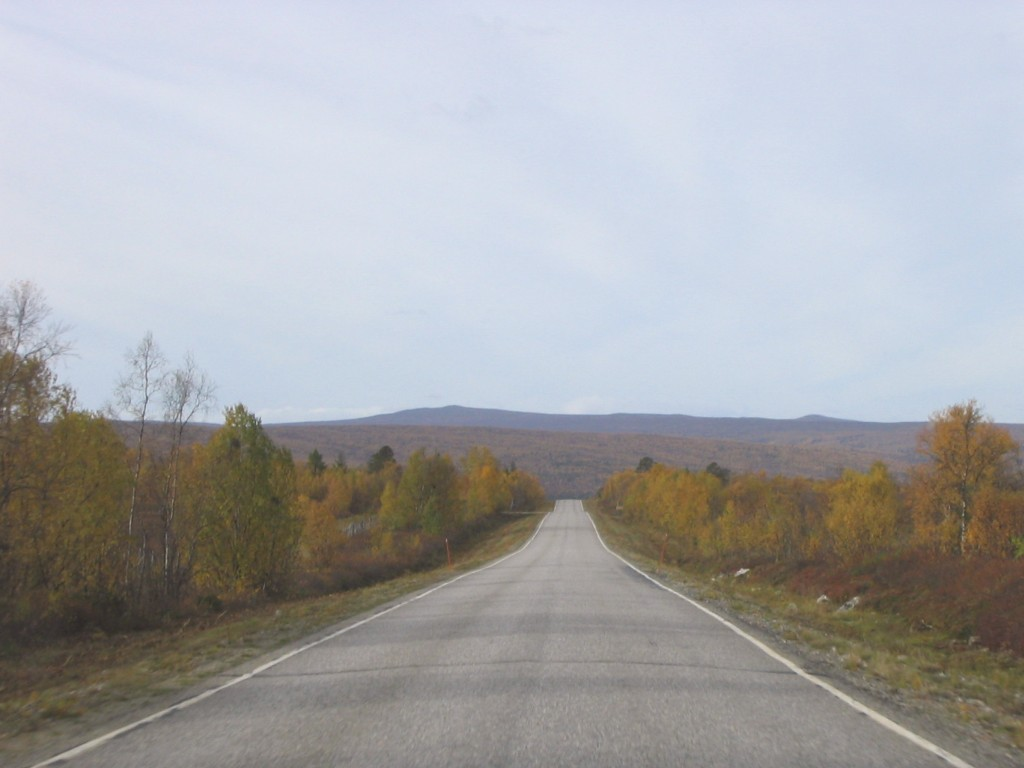
Stamväg 92 i Utsjoki.

40 Omfartsväg runt Åbo: Nådendal – Pikis

41 Aura–Oripää–Vambula–Vittis

43 Nystad–Letala–Eura–Harjavalta

44 Kiikka–Kankaanpää–Kauhajoki

45 Helsingfors–Tusby–Hyvinge

46 Kouvola–Heinola

50 Ring III rundar Helsingfors på norra sidan.

51 Helsingfors–Karis

52 Ekenäs–Jockis

53 Tulois–Padasjoki

54 Forssa–Riihimäki–Hollola

55 Borgå–Askola–Mäntsälä

56 Jämsä–Mänttä

57 Tavastehus–Pälkäne

58 Kangasala–Keuru–Kärsämäki

60 Omfartsväg runt Tammerfors: Ylöjärvi–Birkala–Tammerfors

62 S:t Michel–Imatra

63 Kauhava–Ylivieska

65 Tammerfors–Kuru–Virdois

66 Lappo–Virdois–Orivesi

67 Seinäjoki–Kauhajoki–Kaskö

68 Virdois–Jakobstad

69 Äänekoski (Hirvaskangas)–Suonenjoki

71 Kerimäki–Kides

72 S:t Michel–Suonenjoki

73 Joensuu–Lieksa–Nurmes

74 Joensuu–Ilomants

75 Siilinjärvi–Kuhmo

76 Sotkamo–Kuhmo

77 Siilinjärvi–Kyyjärvi

78 Paltamo–Rovaniemi

79 Rovaniemi–Muonio

80 Sodankylä–Kittilä

81 Rovaniemi–Kuusamo

82 Rovaniemi (Vikajärvi)–Kemijärvi–Salla

83 Rovaniemi (Sinettä)–Pello

86 Eskola–Limingo

87 Idensalmi–Nurmes

88 Brahestad–Pulkkila–Idensalmi

89 Paltamo–Vartius (gränsövergång till Ryssland)

91 Ivalo–Raja-Jooseppiu (gränsövergång till Ryssland) (Murmansk)

92 Kaamanen–Karigasniemi(–Lakselv i Norge) – fortsätter i Norge som Riksvei 92

93 Palojoensuu–Hetta–Kivilompolo (–Alta i Norge) – (gränsövergång till Norge)

98 Finländska Övertorneå (gränsövergång till Sverige)

## Regionalvägar nr 100–999

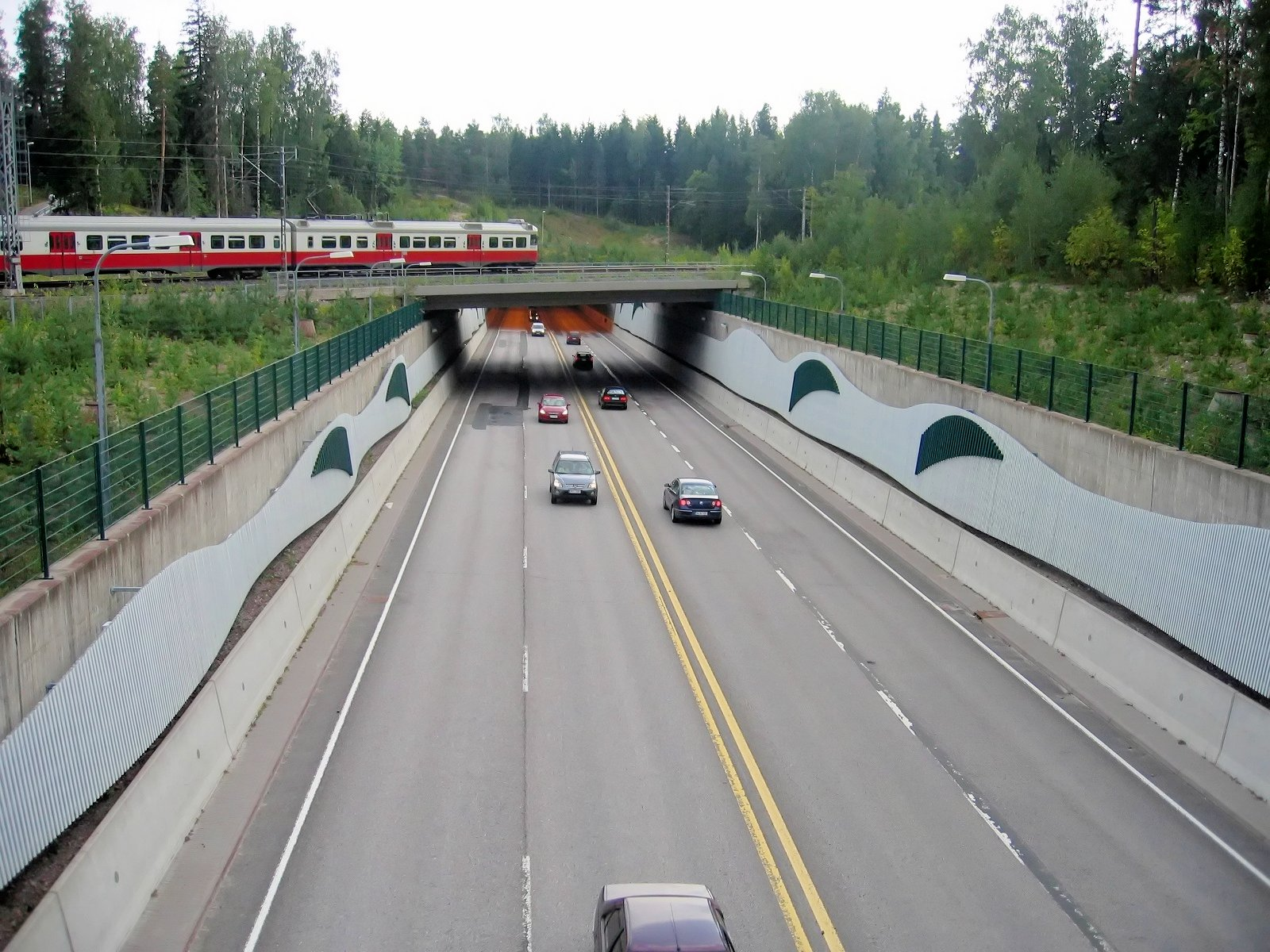
Ring II (Regionalväg 102) i Esbo

ett urval

100 Skogsbackavägen, tvärgående gatuförbindelse norr om Helsingfors centrum.

101 Ring I, omfartsväg i Helsingfors

102 Ring II, kortare del färdigställd väster om Helsingfors

110  Tidigare riksväg 1, landsvägen Helsingfors - Salo - Åbo

120  Tidigare riksväg 2, landsvägen Helsingfors - Vichtis

130  Tidigare riksväg 3, landsvägen Helsingfors - Tavastehus - Tammerfors

132  Landsvägen Luhtabacka - Klövskog - Loppis

140  Tidigare riksväg 4, landsvägen Helsingfors - Lahtis - Heinola

170  Tidigare riksväg 7, landsvägen Helsingfors - Borgå - Kotka

180  "Skärgårdsvägen", landsvägen S:t Karins - Pargas - Nagu - Korpo

749  "Sju broars väg", landsvägen Nykarleby - Jakobstad - Karleby

955  Korsningen E75/Rv 4, Enare - Stamväg 79, Sirkka.

959  Landsvägen Karesuvanto - svenska gränsen vid Karesuando, ca 800 m.

969  Tidigare riksväg 4, Landsvägen Ivalo - Virtaniemi

970  Landsvägen Karigasniemi - Nuorgam

971  Landsvägen Enare - norska gränsen (- Kirkenes, Norge).

## Förbindelsevägar nr 1000–9999

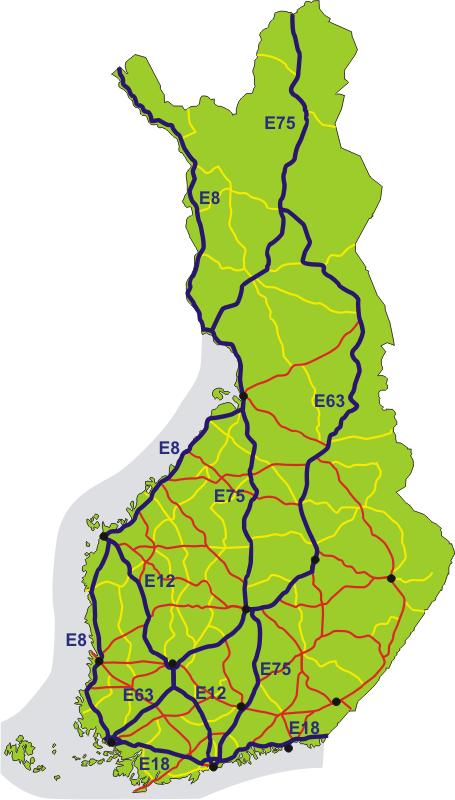
Europavägarna i Finland

|    | Vägdistrikt       | Nummer    |
| -- | ----------------- | --------- |
| 01 | Nyland            | 1000–1999 |
| 02 | Åbo               | 2000–2999 |
| 04 | Tavastland        | 3000–3999 |
| 03 | Sydvästra Finland | 4000–4999 |
| 08 | Savolax-Karelen   | 5000–5999 |
| 09 | Mellersta Finland | 6000–6999 |
| 10 | Vasa              | 7000–7999 |
| 12 | Uleåborg          | 8000–8999 |
| 14 | Lappland          | 9000–9999 |

## Europavägar i och till Finland
En del av huvudlederna hör till Europavägarna. Dessa är trafikmässigt betydande rutter i Europa. Här nedan listas de Europavägar som åtminstone delvis går igenom Finland.

E 4 Helsingborg - Jönköping - Norrköping - Södertälje - Stockholm - Uppsala - Gävle - Sundsvall - Örnsköldsvik - Umeå - Luleå - Haparanda - Torneå

E 8 Tromsø - Muonio - Torneå - Kemi - Uleåborg - Vasa - Åbo

E 12 Mo i Rana - Storuman - Umeå - Holmsund - (Färja) - Vasa - Tammerfors - Tavastehus - Helsingfors

E 18 Enniskillen - Belfast - (Färja) - Stranraer - Carlisle - Newcastle upon Tyne / Kristiansand - Drammen - Oslo - Karlstad - Örebro - Västerås - Stockholm - Kapellskär - (Färja) - Nådendal- Åbo - Helsingfors - Fredrikshamn - Viborg - Sankt Petersburg

E 45 Alta - Kautokeino - Hetta - Palojoensuu - Karesuvanto - Karesuando - Gällivare - Östersund - Mora - Grums - Trollhättan - Göteborg - (färja) - Frederikshavn - Århus - Flensburg - Hamburg - Hannover - Kassel - Nürnberg - München - Innsbruck - Brennerpasset - Bolzano - Verona - Bologna - Neapel - Villa San Giovanni - (färja) - Messina - Gela

E 63 Sodankylä - Kuusamo - Kajana - Kuopio - Jyväskylä - Tammerfors - Åbo

E 75 Vardø - Utsjoki - Ivalo - Sodankylä - Rovaniemi - Kemi - Uleåborg - Jyväskylä - Lahtis - Helsingfors - (Färja) - Gdańsk - Katowice - Bratislava - Budapest - Belgrad - Skopje - Thessaloniki - Aten - Sitia